# Plantago asiatica
Espèce
Classification phylogénétique
Plantago asiatica est une espèce de plantes de la famille des Plantaginaceae. Ce plantain pousse dans les zones montagneuses du Japon, de la Chine et de la Corée. Cette plante est utilisée dans la pharmacopée traditionnelle asiatique.